# Valgrande-Pajares
Koordinaten: 42° 58′ 40″ N, 5° 46′ 32″ W
Valgrande-Pajares ist ein spanisches Skigebiet, das sich im Kantabrischen Gebirge in der Autonomen Gemeinschaft Asturien befindet. Es befindet sich in der Gemeinde Lena und liegt zwischen 1860 und 1500 Metern Seehöhe.

## Wintersport

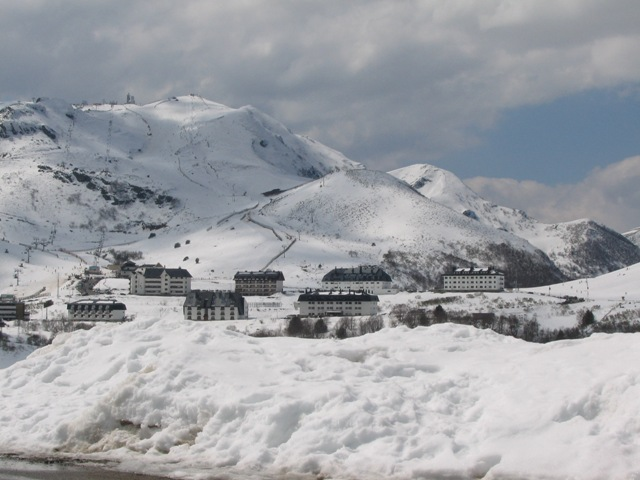
Die Estación de Valgrande-Pajares

Das Skigebiet umfasst (Stand 2024) fünf Skilifte und 38 Pisten, die eine Gesamtdistanz von 22,5 Kilometern ausmachen. Der höchste Punkt des Skigebiets ist die Pico Cuitu Negru mit einer Höhe von 1862 Metern. Bei der Talstation gibt es einen Loipen-Einstieg.

## Radsport
Bereits im Jahr 1945 führte die Vuelta a España bei ihrer 5. Austragung über den nahegelegenen Puerto de Pajares (1378 m), der als Zufahrt zum Skigebiet dient. Die erste Bergankunft in Valgrande-Pajares fand im Jahr 1988 im Rahmen der 8. Etappe statt, die in León gestartet wurde. Im Finale wurde zunächst der Puerto de Pajares aus nördlicher Richtung befahren, ehe es nach einer kurzen Abfahrt zum Skigebiet ging. Der Spanier Álvaro Pino gewann die Etappe als Solist mit einem größeren Vorsprung vor seinem Teamkollegen Laudelino Cubino, der seine Führung in der Gesamtwertung verteidigte. Der spätere Gesamtsieger Sean Kelly verlor im Schlussanstieg fast eine Minute auf die anderen Gesamtklassement-Fahrer.
Bereits im Jahr 1989 wurde die Zielankunft zum zweiten Mal genutzt. Der Russe Iwan Iwanow gewann die Etappe, während Pedro Delgado als Zweiter seine Gesamtführung verteidigte, die er bis zum Ende der Rundfahrt nicht mehr abgeben sollte. Nach längerer Abwesenheit kehrte die Zielankunft im Jahr 1997 ins Programm der Spanien-Rundfahrt zurück, wobei mit dem Russen Pawel Tonkow erneut ein Ausreißer erfolgreich war. Dahinter verteidigte der Schweizer Alex Zülle das Führungstrikot und feierte im Anschluss seinen zweiten Vuelta a España-Gesamtsieg. Die letzte Zielankunft im ursprünglichen Zielgelände fand im auf der 15. Etappe der Vuelta a España 2005 statt. Nachdem Roberto Heras in der vorangegangenen Abfahrt der Alto de la Colladiella angegriffen hatte, Der Spanier schloss zu der Ausreißergruppe auf und fuhr auf den letzten 50 Kilometern einen Vorsprung von mehr als fünf Minuten auf den Gesamtführenden Denis Menschow heraus. Schlussendlich gewann er die Etappe und übernahm das Führungstrikot, das er bis zum Ende der Rundfahrt nicht mehr abgab. Wenige Tage später fixierte er seinen vierten und letzten Gesamtsieg bei der Spanien-Rundfahrt.

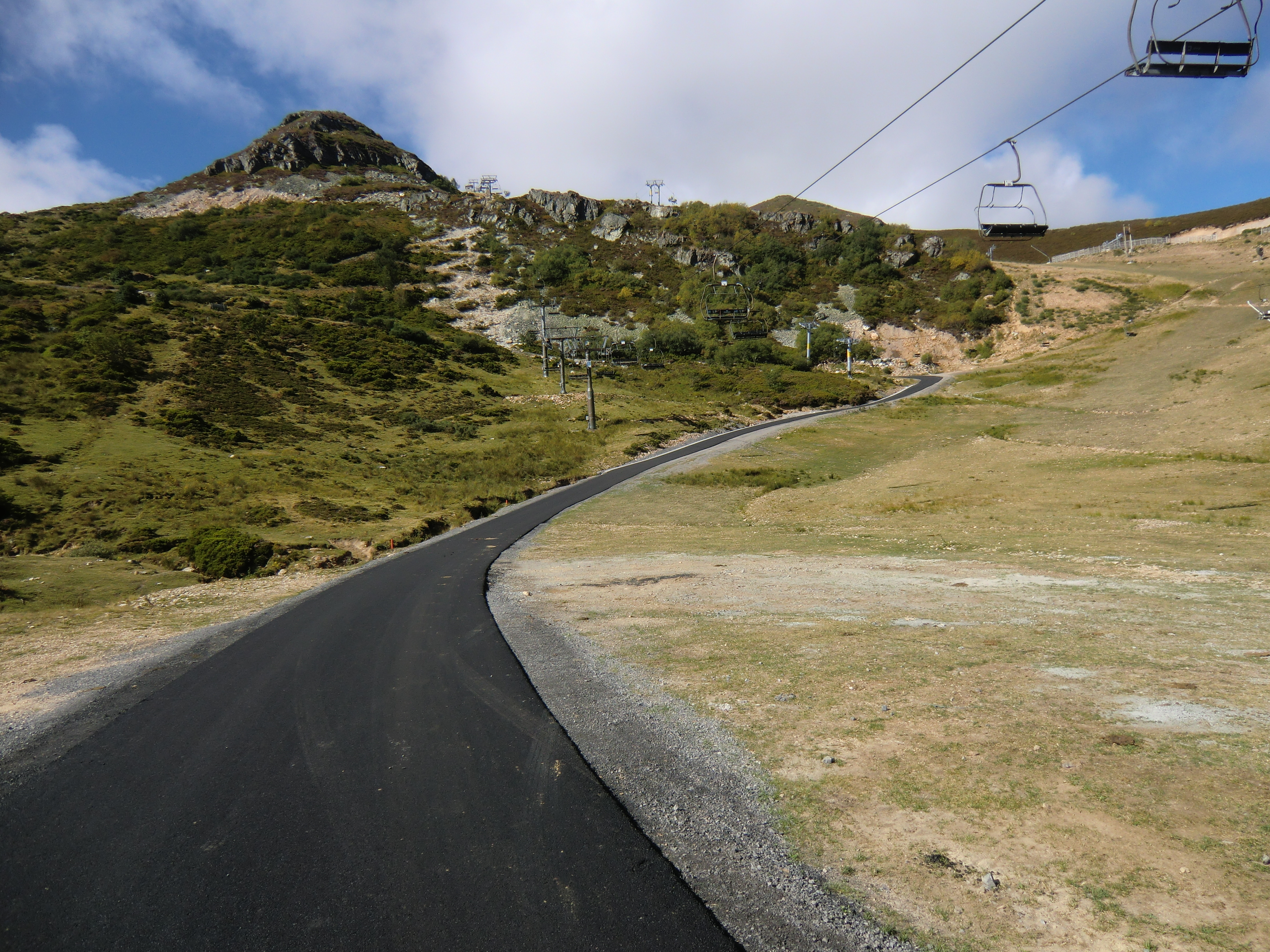
Seit dem Jahr 2012 nutzt die Vuelta a España die steile Auffahrt zum Cuitu Negru

Im Jahr 2012 fand zum fünften Mal eine Bergankunft in Valgrande-Pajares statt. Diesmal befand sich das Ziel jedoch knapp unterhalb der Pico Cuitu Negru. Die Strecke führte nun von der Talstation über eine schmale, steile Straße bis kurz vor die Cafeteria Valgrande Pajares. Auf den letzten drei Kilometer, die neu hinzugekommen waren, wiesen eine durchschnittliche Steigung von rund 13 % auf, wobei Rampen von bis zu 24 % absolviert werden mussten. Den Etappensieg sicherte sich mit dem Italiener Dario Cataldo erneut ein Ausreißer, ehe es dahinter zu einem Dreikampf zwischen den Spaniern Joaquim Rodríguez, Alberto Contador und Alejandro Valverde kam. Auf den letzten Metern konnte Joaquim Rodríguez seinen Vorsprung in der Gesamtwertung geringfügig ausbauen, ehe er auf der nachfolgenden 17. Etappe früh distanziert wurde und das Rote Trikot an Alberto Contador abgeben musste.
Bei der Vuelta a España 2024 ging die Zielankunft der 15. Etappe erneut beim Cuitu Negru zu Ende. Mit 1847 Metern Seehöhe stellte der Anstieg der Categoría especial den höchsten Punkt der 79. Austragung dar. Den Etappensieg sicherte sich der Spanier Pablo Castrillo, während Primož Roglič weitere Sekunden gegenüber dem gesamtführenden Ben O’Connor gut machte.
| Jahr | Etappe     | Etappensieger   | Bergwertung   | Zielankunft                                      |
| ---- | ---------- | --------------- | ------------- | ------------------------------------------------ |
| 1988 | 8. Etappe  | Álvaro Pino     | unbekannt     | Estación invernal y de montaña Valgrande-Pajares |
| 1989 | 18. Etappe | Iwan Iwanow     | unbekannt     | Estación invernal y de montaña Valgrande-Pajares |
| 1997 | 13. Etappe | Pawel Tonkow    | unbekannt     | Estación invernal y de montaña Valgrande-Pajares |
| 2005 | 15. Etappe | Roberto Heras   | ESP Kategorie | Estación invernal y de montaña Valgrande-Pajares |
| 2012 | 16. Etappe | Dario Cataldo   | ESP Kategorie | Cuitu Negru                                      |
| 2024 | 15. Etappe | Pablo Castrillo | ESP Kategorie | Cuitu Negru                                      |